# Nadi (yoga)

Diagrama (en postura o āsana del loto o padmasana). 1. Mūlādhāra cakra 2. Svādhiṣṭhāna cakra 3. Nabhi cakra 4. Anāhata cakra 5. Viśuddha cakra 6. Ājñā cakra 7. Sahasrara chakra ; A. Kuṇḍalinī B. Iḍā nāḍī C. Suṣumṇā nāḍī D. Piṅgalā nāḍī.

Las nadis (en sánscrito नाडी / nāḍī), según la medicina ayurveda y el yoga, son canales del cuerpo sutil a través de los cuales fluye el prana o, mejor pronunciado, prāṇa (‘aire inspirado’).
La teoría tradicional del yoga señala que la palabra नाडी / nāḍī proviene del idioma sánscrito con el significado de tubo, canal o vena. Tales "canales" o "venas sutiles" serían las vías a través de los cuales discurre el prāṇa entendido como soplo o energía vital para tonificar a todo el cuerpo o rupa.
Según la Chandoguia-upanishad (texto en sánscrito de mediados del I milenio a. C.), el aire inspirado ―no se habla allí de «fluido magnético»― circula por tres nadís (‘tubos’ en idioma sánscrito):
- sushumná (arteria o vena central).
- idá (arteria o vena izquierda).
- pingalá (arteria o vena derecha).

Otras acepciones:
- nāḍi (femenino) cualquier tipo de cañería o tubería, manguera, cánula. En el Bhágavata-purana (hacia el siglo XI d. C.) aparece ya como el femenino más correcto nāḍī.
- nāḍiṃ-dhama: inflamación de las venas, que causa un pulso más rápido.
  - aterrorizante
- nāḍiṃ-dhaya: beber o chupar a través de una caña.
- nāḍikā: una caña o tallo hueco.
- nāḍa o nāla (neutro): un tallo hueco

No debe confundirse nāḍí con la antigua palabra nadí (‘río’), que se menciona ya en el Rig-veda (el texto más antiguo de la India, de mediados del II milenio a. C.)

## Clasificación
Según la cosmovisión tradicional sustentada por el yoga el rupa o cuerpo es en lo concreto un entretejido de nāḍí por las cuales circula el prāṇa .
Las tres nāḍī principales son:
- Sushumná es el más importante de los canales de prāṇa. Se le considera ubicado en el  Merudanda (Danda: bastón; Meru: la montaña que es axis mundi o eje del mundo en la mitología hindú, o más correctamente en el eje cerebroespinal (el ser humano es percibido como un microcosmos) que parte desde la extremidad inferior del tronco hasta arribar a la extremidad o vértex (véase bindu). En el Shiva-samjita escrito en el siglo XVIII, el capítulo II shloka 17 afirma que el sushumná simboliza el fuego.[3]

- Idá se desenvuelve ondulante en torno al sushumna trasportando las dos polaridades del prāṇa, y ascendiendo concluye en la narina (fosa nasal) izquierda (parte del cuerpo que la tradición hindú considera de polaridad negativa-femenina) y está asociada a la llamada "energía lunar"
- Pingalá se desenvuelve en torno al sushumna trasportando las dos polaridades energéticas y concluye ascendiendo hasta la narina derecha (correspondiendo en el cuerpo o rupa a la polaridad masculina y positiva) se la asocia a la energía solar.

Aquella  positiva/masculina, sería ascendente; la otra sería (según las tradiciones hindúes) negativa/femenil, se revierte hacia lo bajo.

Entre ambas nāḍí (idá y pingalá) concluirían en las narinas de la nariz.
En el interior de la nāḍí axial o sushumná discurriría el Vajra, según las tradiciones hindús luminoso como Surya (el Sol) mientras que aún más internamente esplendería o brillaría Chitrini pálida como Chandra (la Luna).

En el centro el sutilísimo Brahmanadi: desde el cual la  kuṇḍalinī despertada pasaría desde el mūlādhāra al sahasrara.
Estos últimos son dos de los principales múltiples "lotos" o chakras a lo largo de la raquis que el o la kuṇḍalinī recorrería activando a los chakras y a sus respectivas potencias.

## Purificación de las nadís
En el Haṭha Yoga Pradīpikā se menciona que es posible propiciar el flujo de la energía prāṇa por el sushumná a través de la práctica de mudras y pranayama como mahāmudrā, mahāvedha, mahābandha y uḍḍiyānabandha deteniéndose el flujo en los nadis idá y pingalá (III. 10-12, 23, 27, 55-56) y śāmbhāvimudrā (IV. 41). Asimismo, se menciona que es posible purificar los nadis a partir de la práctica de nāḍī śodhana prāṇāyāma (II. 4-10). Solo cuando el suṣumṇā nāḍī está purificado es posible que el prana fluya y lograr que la mente se estabilice (II. 41-42).

## Las nadís en el ocultismo y el esoterismo europeo
Según el ocultismo occidental, el prana que circula por los nadis no sería el aire inspirado en su significado literal, sino una energía universal invisible e inmedible que ingresa en el cuerpo a través de la respiración. Las nadís serían entonces canales akásicos o etéricos (siendo ākāśa ‘éter’ en sánscrito). Esos canales estarían distribuidos y entretejidos en todo el cuerpo, y a través de ellos fluiría la energía prana.
Según la escritora ucraniana Madame Blavatsky (1831-1891) la interrelación de los canales energéticos susumná, ida y pingalá se simboliza con el caduceo del dios romano Mercurio.
El escritor ocultista británico C. W. Leadbeater (1854-1934) escribió que el prana sería una energía que viene dentro del aire inspirado, que corre por las nadís y es utilizada por medio del sistema cardiovascular y el sistema nervioso.
Él diferenciaba el prana del magnetismo humano, que es el «fluido peculiar» de los nervios, especializado en la médula espinal y constituido por la energía vital entremezclada con la kundalinī.
Según la escritora ocultista británica Alice Bailey (1880-1949), las nadís no son los nervios en sí mismos sino que les sirven de base y son el origen de su existencia, constituyen una red o trama de energía al entretejerse y formar varios puntos focales de fuerza, de los cuales los más importantes son los siete chakrás, sin embargo hay muchos puntos focales similares.
En su libro La trama de la vida, el escritor austriaco Fritjof Capra (1939-) se refiere a «una estructura multinivel de sistemas vivos que anidan en el interior de otros: redes dentro de redes».

## Equivalencias en la medicina china
En la medicina china, especialmente en la acupuntura y sus derivaciones, el equivalente a las nadís son los meridianos (qing), y el equivalente al prana es el qi.